# Lovro Gnjidić
Lovro Gnjidić (Zagreb, 18 de abril de 2001) es un baloncestista croata de 1,97 metros de altura y cuyo equipo es el Palencia Baloncesto de la Primera FEB, cedido por el KK Cedevita Olimpija. Juega en la posición de base.

## Trayectoria
Gnjidić se formó en las categorías inferiores de la Cibona Zagreb, donde comenzó su carrera profesional. En la temporada 2020-21, tras la baja por lesión del base titular Scottie Reynolds, Gnjidić disfrutó de más tiempo de juego en la cancha. Sus buenas actuaciones llamaron la atención del Mornar Bar montenegrino, que intentó ficharlo durante el verano de 2021. 
En abril de 2022, Gnjidić se declaró candidato al draft de la NBA de 2022, pero más tarde, retiró su candidatura.
En julio de 2022, tras ganar la Liga Croata y la Copa de Croacia con la Cibona Zagreb, firmó un contrato de dos años con el KK Cedevita Olimpija esloveno.
En septiembre de 2023, Gnjidić fichó por el KK Split, con el que disputó la mitad de la temporada 2023-24 allí, ya que en los últimos días de 2023, firmó con el KK Mega Bemax de la Liga Serbia y la Liga ABA.
En la temporada 2024-25, regresa al KK Cedevita Olimpija para disputar la Eurocup y la Liga Adriática.
El 18 de marzo de 2025, firma por el Palencia Baloncesto de la Primera FEB, cedido por el KK Cedevita Olimpija.

### Internacional
Gnjidić jugó con las selecciones juveniles de la selección nacional de baloncesto de Croacia. Formó parte de los equipos que compitieron en el Mundial de Baloncesto FIBA Sub-17 de 2018, el Campeonato Europeo FIBA Sub-18 de 2018, el Campeonato Europeo FIBA Sub-18 de 2019 y el Campeonato Europeo FIBA Sub-20 de 2021.
Gnjidić debutó con la selección absoluta de Croacia en noviembre de 2021, en el partido de clasificación para la Copa Mundial de Baloncesto FIBA 2023 contra Eslovenia, pese a que Croacia quedó eliminada tras la primera ronda de clasificación. Más tarde, disputó el Eurobasket de 2022.